# Clavelitos (canción de tuna)

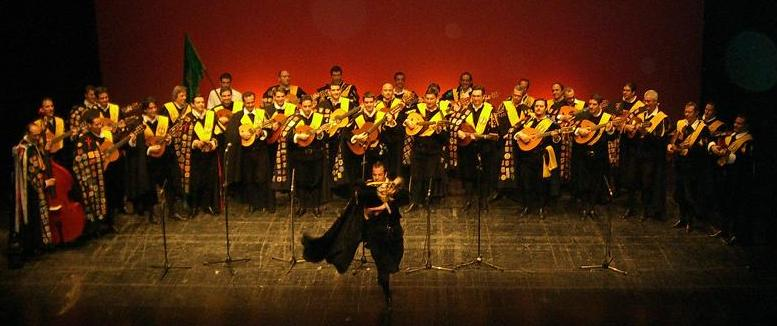
La Tuna de Medicina de Sevilla actuando en el Certamen Nacional de Tunas de 2007, Badajoz

«Clavelitos» es una canción del género ranchera compuesta en 1949 por el español Genaro Monreal, con letra de Federico Galindo. (No debe confundirse con la canción del mismo título, pero compuesta por Quinito Valverde).

## Repercusiones
Incorporada al repertorio habitual de las populares tunas universitarias de España, el tema se ha llegado a formar parte del acervo cultural de los españoles del siglo XX, a lo largo de varias generaciones.
Se ha convertido en tradición su interpretación en todo tipo de actos y eventos sociales, sobre todo si existe presencia institucional de la Universidad española. Así, la ceremonia de entrega de los prestigiosos Premios Cervantes, suele clausurarse con la interpretación de la canción.
La canción ha aparecido en numerosas películas españolas y ha sido interpretada, entre otros, por el tenor Alfredo Kraus (1965), Marisol (1964), Joselito (1959) o David Bustamante.